# Alineamiento de Rinaghju
El alineamiento de Rinaghju (también escrito Renaghju o Rinaiu) es un yacimiento prehistórico, constituido por un hábitat al aire libre y dos construcciones de tipo alineamiento megalítico, situado en el municipio de Sartène en Córcega del Sur. El yacimiento estuvo ocupado desde principios del Neolítico hasta finales de la Edad del Bronce.

## Historia
En 1883, bajo el nombre de alineamiento de Caouria  Adrien de Mortillet describe el yacimiento del siguiente modo: «Hay al menos 32 menhires, 28 de los cuales están en posición vertical y 6 invertidos. Estos bloques, colocados de forma bastante irregular, varían de tamaño. Su altura, de 1 metro por término medio, varía para los más grandes hasta 2,20 m y 2,30 m». El yacimiento fue excavado clandestinamente por buscadores de tesoros y tenía un gran foso central cuando fue redescubierto en la década de 1960. André D'Anna y Henri Marchesi realizaron excavaciones en el yacimiento entre 1994 y 2000 y en 2002.
El yacimiento fue clasificado como monumento histórico por decreto de 28 de febrero de 1975  con el vecino alineamiento de I Stantari.

## Neolítico antiguo
Entre el 5700 y el 5000 a. C., el yacimiento estuvo ocupado por un asentamiento formado por al menos dos casas de tierra con varios hogares interiores de piedra y estructuras exteriores de piedra. El material arqueológico descubierto en el yacimiento incluye residuos de un taller de talla de sílex y cuarzo y fragmentos de cerámica. La decoración de cardial de estas cerámicas ha permitido relacionarlas con el periodo cardial del Neolítico antiguo, común a Cerdeña, Córcega y Toscana.

## Monumentos megalíticos
El yacimiento contiene 178 monolitos, cuyo aspecto desorganizado refleja varias fases de construcción y destrucción. Las excavaciones terminadas en 2000 revelaron que el yacimiento fue ocupado por primera vez en el Neolítico final, con vestigios de viviendas y restos cerámicos datados por radiocarbono entre 5600 y 5000 a. C.
Un primer monumento, compuesto por al menos sesenta y cuatro monolitos (menhires y menhires-estelas) fue construido en el lugar durante la segunda mitad del 5 milenio. Se compone de un mínimo de cuarenta y nueve ejemplares de cara ancha cuya altura oscila entre 0,48 m y 1,22 m. Todos estos bloques son de granito local y en general han permanecido en estado bruto, al haber sido erigidos tal cual en estrechas fosas de emplazamiento sin calzos. Varios menhires se han caído al suelo y algunos se han roto. El conjunto está organizado en dos hileras principales orientadas al noroeste/sureste y una tercera hilera ligeramente curvada en cuyo centro se alza un gran menhir de (2,65 m de altura) de forma regular pero natural. Podría tratarse de la primera alineación megalítica construida en la región de Sartène.
Un segundo monumento, cuya construcción no se ha datado con precisión, pudo construirse a finales del Neolítico o principios de la Edad del Bronce. Se compone de un mínimo de cincuenta menhires grandes y menhires modelo cuya altura oscila entre 1,43 m y 3,20 m. El mayor pesa 4 toneladas. La construcción de este nuevo monumento provocó la destrucción parcial del primero al reutilizar los menhires pequeños como bloques de cuña para los menhires grandes. Estos grandes menhires proceden del entorno local y fueron extraídos en un radio máximo de 300 m. Se erigieron en cuatro hileras orientadas de norte a sur, la más larga de las cuales medía 30 m de longitud, y las otras tres aproximadamente 15 m. Esta disposición, muy distinta de la del primer monumento, es comparable a la de los alineamientos de I Stantari, Pallaghju y Apazzu.

## Menhires y estatuas-menhires
Las formas de los menhires son relativamente homogéneas, con una cara plana y la otra abovedada, o ambas caras planas. Las caras planas de los menhires están orientadas hacia el este. Los bloques naturales han sido poco moldeados, excepto en cinco casos en los que se tuvo más cuidado: tres menhires fueron totalmente martilleados, los otros dos parcialmente. Corresponden al estilo de menhires protoantropomorfos definidos anteriormente por Roger Grosjean. En el extremo norte de la fila más occidental, una estatua menhir conocida como "Rinaiu I"  representa una figura que lleva una gran espada en su cara ventral. Esta escultura champlevé ahora solo es visible con luz rasante debido a la meteorización del granito.
Al norte de las líneas más cortas se construyó una bóveda megalítica sin datar, actualmente destruida. Solo quedan algunas losas delgadas en la entrada del yacimiento.